# Jacob Lubbe
Jacob Lubbe (* um 1430 in Groß Lichtenau bei Marienburg in Westpreußen; † kurz nach 1500) war ein Danziger Kaufmann und Verfasser einer historisch wichtigen Familienchronik.

## Leben
Jacob Lubbes Geburtsort, das Dorf Groß Lichtenau, liegt auf dem Großen Marienburger Werder und gehörte seinerzeit zum Deutschordensstaat Preußen. Er entstammte einer gottesfürchtigen Familie und war selbst zeitlebens fromm. Als Jacob zehn Jahre alt war, gab ihn sein Vater zum Danziger Kaufmann Sanau, einem Verwandten, in die Lehre. Dort erwies sich Lubbe als Lehrling bald als so tüchtig, dass ihn sein Lehrherr mit Aufträgen bis nach Antwerpen auf Geschäftsreisen schickte. Als Kaufmannsgeselle begleitete er später Sanau auf Geschäftsreisen. Lubbe heiratete 1465 und begann im selben Jahr, seine Familienchronik aufzuschreiben. Lubbe betrieb danach in Danzig ein eigenes Einzelhandelsgeschäft und wurde in die Krämerzunft aufgenommen. Seine Aufzeichnungen setzte er bis 1489 fort.
Lubbes Familienchronik ist in die Chronik seines Nachfahren Martin Gruneweg aufgenommen worden, der sich als Dominikaner Bruder Wenzel nannte.
Lubbes Einzelhandelsgeschäft in Danzig besaß nach ihm Jacob Rohboze, der Bürgermeister in Marienburg gewesen war und Ursula, eine Tochter einer Schwester Lubbes, geheiratet hatte.

## Schriften
- Chronik über die Familie Lubbe und Danziger Belange von 1465 bis 1489.  Nach einer in der Danziger Stadtbibliothek aufbewahrten Handschrift  abgedruckt in: Scriptores rerum Prussicarum, Band 4, Leipzig 1870,  S. 698–724.